# Риограндский хунсрюкский диалект
Риограндский хунсрюкский диалект (нем. Riograndenser Hunsrückisch, порт. hunsriqueano riograndense) — диалект немецкого языка, на котором говорят в нескольких южных регионах Бразилии (Парана, Риу-Гранди-ду-Сул, Санта-Катарина) потомки немецких переселенцев из немецкого Хунсрюка. В Германии используется немецкий хунсрюкский диалект.
Название Riograndenser Hunsrückisch было введено в 1996 году Клео Вильсоном Альтенхофеном. До этого диалект чаще называли «катаринским» (Katharinensisch).

## Лексические особенности
В отличие от хунсрюкского диалекта в Германии риограндский хунсрюкский претерпел влияние португальского, частично языков коренных народов, таких как кайнганг и гуарани, и в меньшей степени итальянского и тальяна.
В лексике риограндского хунсрюкского диалекта преобладает исконная германская (в том числе и диалектная) лексика. Вместе с тем названия новых явлений, не известных первым переселенцам в XIX веке, взяты из португальского: Aviong (вместо Flugzeug), Kamiong (вместо Lkw), Televisaum (вместо Television) и так далее. Повседневные выражения часто являются буквальными переводами с португальского. Так, типичное немецкое приветствие wie geht’s? («как дела?») в риограндском приобрело вид alles gut (дословно «всё хорошо») под влиянием порт. tudo bem? с тем же значением.
В некоторых случаях наблюдается лексико-грамматическая интерференция. Например, слово Canecachen «кружечка» образовано от португальского существительного caneca с немецким диминутивным суффиксом -chen. В некоторых случаях происходит слияние разноязычных основ в сложное слово: существительное Schuhloja «обувной магазин» сложено из немецкого Schuh и португальского loja. При заимствовании морфология немецкого языка сохраняется. Так, глаголы lembrieren «помнить», namorieren «флиртовать», respondieren «отвечать» сохраняют окончание инфинитива -en (также расширенное окончание с суффиксом -ieren).

## Фонология

### Гласные
| Правописание | A   | AA  | AY   | AU   | E   | EE   | Ë    | EU   | I   | II  | O     | OO  | OE   | U   | UU  |
| Произношение | /a/ | /ɑ/ | /ai/ | /au/ | /ɛ/ | /ɛɪ/ | /eɪ/ | /ey/ | /ɪ/ | /i/ | /o~ɔ/ | /ø/ | /øy/ | /u/ | /y/ |
| ------------ | --- | --- | ---- | ---- | --- | ---- | ---- | ---- | --- | --- | ----- | --- | ---- | --- | --- |

### Согласные
|           | Губ.-губ.   | Губ.-зуб.     | Альвеоляр.    | Постальвеоляр.    | Палат. | Веляр.       | Увуляр. | Глот. |
| --------- | ----------- | ------------- | ------------- | ----------------- | ------ | ------------ | ------- | ----- |
| Взрыв.    | P/p/ — B/b/ |               | T/t/ — D/d/   |                   |        | Kh/k/ — K/g/ |         |       |
| Аффр.     |             | Ph /pf/       | Ts /ts/       | Ti /tʃ/ — Di /dʒ/ |        |              |         |       |
| Фрикатив. |             | F /f/ — W /v/ | S /s/ — Z /z/ | X /ʃ/ — J /ʒ/     |        | Ch~H/χ~x/    |         | H /h/ |
| Нос.      | M /m/       |               | N /n/         |                   |        | Ng~N /ŋ/     |         |       |
| Аппрокс.  |             |               | L /l/         |                   | Y /j/  |              |         |       |
| Дрожащие  |             |               | R /ɾ/         |                   |        |              |         |       |

## Некоторые фразы
- Hallo! — общее приветствие
- Hop! — общее приветствие
- Gumoie! — утреннее приветствие
- Guntach! — дневное приветствие
- Gunowend! — вечернее приветствие
- Wi gehst du? — Как дела?
- Gut, danke! — ответ на Wi gehst du?
- Alles gut? — Как дела? (неофициальное)